# ندى عرقجي
ندى محمد وفا عرقجي (مواليد 30 تشرن الأول/أكتوبر 1994) هي سبّاحة قطرية. نافست في منافسات 50 متر حرة سيدات في الألعاب الأولمبية الصيفية 2012، لتكون أول امرأة قطرية تشارك في فعاليات الألعاب الأولمبية. عملت ضمن لجنة العطاء في الدوحة التي قدمت عرض الدوحة لاستضافة الألعاب الأولمبية الصيفية 2020.
تنتمي ندى لعائلة رياضية، فوالدها سامي محمد وفا حارس مرمى منتخب قطر لكرة القدم ونادي السد (قطر) سابقاً. تدرس ندى عرقجي في جامعة كارنيغي ميلون في قطر.

## روابط خارجية
- ندى عرقجي على موقع الاتحاد الدولي للسباحة (الإنجليزية)
- ندى عرقجي على موقع اللجنة الأولمبية الدولية (الإنجليزية)
- ندى عرقجي على موقع أوليمبيديا (الإنجليزية)